# Fodrina
La fodrina es una proteína fibrilar de pequeño tamaño que se encuentra asociada a los haces no contráctiles de actina F no muscular. Es análoga de la α-actinina, pero en este caso, la fodrina se ubica en las microvellosidades, separando unos haces de otros. También suele aparecer junto con la epsina, otra proteína separadora, asociada a la actina F, de pequeño tamaño. Suele ir acompañada de la miosina II y de la calmodulina asociada a Ca2+. Está presente en la inmensa mayoría de tipos celulares en humanos, a excepción de miocitos del músculo estriado esquelético y eritrocitos. 
Es similar en morfología y función a la villina o la fimbrina. Además, también puede aparecer en centrosomas, interviniendo en el transporte de γ-tubulina, base sobre la que se sustentan los microtúbulos. También se ha observado relación entre la proteólisis de la fodrina y procesos apoptóticos.